# مالا رکا (بایینا باشتا)
مالا رکا (به صربی: Mala Reka) یک منطقهٔ مسکونی در صربستان است که در بایینا باشتا واقع شده‌است. مالا رکا ۴۸۹ نفر جمعیت دارد.